# Wabe (Gibe)
La rivière Wabe (également Wabi ou Uabi) est une rivière coulant à l'ouest-sud-ouest du centre-sud de l'Éthiopie, entièrement confinée dans la zone Gurage, zone qui se rattachait à la région des nations, nationalités et peuples du Sud jusqu'en août 2023 et fait désormais partie de la région Éthiopie du Centre.
Cette rivière est une rivière pérenne. Principal affluent de l'Omo sur le côté gauche, elle rejoint la rivière Gibe, beaucoup plus grande, à 8° 13′ 26″ N, 37° 37′ 23″ E d'où la rivière commune continue sous le nom de rivière Omo. La rivière Wabe prend sa source à une altitude de 2 850 m dans les hautes terres du Choa et se jette dans la rivière Omo à une altitude de 1 060 m.
En raison de sa forte pente, c'est une rivière au débit rapide avec de nombreuses chutes. Il convient en particulier de mentionner les Acho Falls près de Welkite avec une hauteur de 60 mètres. Au sud-ouest de Welkite et à plusieurs kilomètres de sa confluence avec l'Omo, la rivière présente une série de rapides très raides avec un dénivelé d'environ 400 mètres en seulement quatre kilomètres. En raison de ses caractéristiques particulières, la rivière fait (en 2018) l'objet d'une enquête pour production d'énergie hydroélectrique